# 发宝象龙塔
28°54′44″N 119°49′07″E / 28.91222°N 119.81861°E
发宝象龙塔位于中国浙江省武义县城区北部金鞍山上，1997年被列为浙江省文物保护单位。
发宝象龙塔建于明万历三十年（1602年）九月至三十三年五月，为六角七层砖塔，高42.46米，底层每面3.40米，壁厚1.36米。